# Tipula crassispina
Tipula crassispina är en tvåvingeart som beskrevs av Evgenyi Nikolayevich Savchenko 1978. Tipula crassispina ingår i släktet Tipula och familjen storharkrankar. Inga underarter finns listade i Catalogue of Life.